# Sara Molin
Sara Linnéa Molin, född 2 november 1983 i Julita församling, är en svensk författare av feelgoodlitteratur. Molin debuterade med romanen Som en öppen bok år 2020.